# レオ・シュトゥラツ
レオ・シュトゥラツ（スロベニア語: Leo Štulac、1994年9月26日 - ）はスロベニア・コペル出身のサッカー選手。ポジションはMF。パレルモFC所属。

## 経歴
2016年7月15日、ヴェネツィアFCと契約した。2016-17シーズンにクラブはセリエBに昇格するとともに、コッパ・イタリア・セリエCでも優勝した。
2018年6月30日、パルマ・カルチョ1913と5年契約を結んだ。
2019年7月26日、セリエBのエンポリFCに移籍した。
2022年8月18日、2022-23シーズンはパレルモFCへレンタル移籍することが決定した
。

### 代表歴
年代別のサッカースロベニア代表に召集されている。
2018年3月、親善試合を戦うA代表に初召集される。2018年9月9日のキプロス代表戦でデビューした。